# Lucky Luke contre Joss Jamon
Lucky Luke contre Joss Jamon (titre d'origine Lucky Luke et la bande de Joss Jamon) est la vingt-troisième histoire de la série Lucky Luke par Morris (dessin) et René Goscinny (scénario). Elle est publiée pour la première fois du no 966 au no 989 du journal Spirou. Elle est publiée en album en 1958.

## Résumé
En 1865, à la fin de la guerre de Sécession, six malfrats — Joss Jamon et ses cinq complices — pillent la ville de Los Palitos et font « porter le chapeau » à Lucky Luke. Dans l'incapacité de prouver son innocence, ce dernier parvient néanmoins à obtenir un délai pour capturer les vrais coupables et les ramener à Los Palitos — le cow-boy promettant de revenir se faire pendre s'il échoue.
Jamon et sa bande décident alors de faire main basse sur Frontier-City. Là, en recourant à la menace, ils s'approprient petit à petit tous les établissements de la ville, en commençant par la banque. De la même manière, Jamon parvient à se faire élire maire de la ville et à nommer ses acolytes à des postes clés.
Néanmoins, Luke s'oppose à Joss et sa bande et fait tout pour leur rendre la vie difficile. Malheureusement, il se fait capturer et condamner à la pendaison après un procès truqué.
Finalement, les habitants se rebellent contre Joss et ses complices : ils libèrent Lucky Luke et engagent la bataille contre les bandits retranchés dans le saloon. La population ayant fait croire aux malfaiteurs que l'armée était déjà sur place, elle obtient la reddition des cinq comparses de Joss Jamon. Ce dernier tente de s'enfuir, mais Lucky Luke le capture et le livre avec ses complices à la justice de Los Palitos, juste au moment où le délai accordé allait expirer.

## Personnages
- C.H. Arognar : croque-mort de Los Palitos City, il donne un délai de 6 mois à Lucky Luke pour arrêter Joss Jamon, mais lui fait promettre de revenir se faire pendre s'il échoue.
- La bande de Joss Jamon :
  - Joss Jamon : chef d'une bande de soldats sudistes démobilisés, il décide de piller Frontier City en se faisant élire maire ;
  - Bill le Tricheur : nommé shérif après l'élection de ce dernier, il triche aux cartes ;
  - Jack le Muscle : brute épaisse, il est chargé d'intimider les habitants de Frontier City avant l'élection, puis est nommé policier ensuite ;
  - Joe le Peau-Rouge : indien emmitouflé dans sa couverture rouge, il est peu loquace (5 fois sur 6, il ne dit que « Hugh ») sauf quand il s'agit de se rendre (la sixième fois, son texte prend 28 lignes et utilise des locutions latines comme « hic et nunc » ou « ad patres » !) ;
  - Pete l'Indécis : nommé par Joss Jamon aux finances après l'élection de ce dernier à la mairie, il est également le juge lors du procès de Lucky Luke ; comme son surnom l'indique, il est prompt à changer de camp (après son arrestation, il est prêt à témoigner contre ses complices), il est représenté sous les traits de René Goscinny[1] ;
  - Sam le Fermier : « une bonne tête d'honnête homme », il est à l'origine du procès contre Lucky Luke à Los Palitos City.
- Les candidats aux élections après la chute de Joss Jamon :
  - Pedro Amonez : il s'endort sous son affiche (collée à l'envers) qui a comme slogan « une administration de tout repos » ;
  - Jones : il a comme slogan « une administration dynamique » ;
  - Petit Joe : de petite taille, il a comme slogan « une administration économique ».

## Autres personnages
Des personnages figurant Billy the kid, Calamity Jane et Jesse James apparaissent brièvement, mais ont un physique très différent de celui qui leur sera prêté dans des albums ultérieurs de la série.
Les cousins Dalton, (prénommés Joe, Jack, Averell et Bill - Bill étant le diminutif de William - voir page 23 le registre de l'hôtel), apparaissent également, avant d'être mis en vedette dans l'album suivant de la série.
Le cowboy qui intervient dans le saloon pour protéger Lucky Luke, déguisé en vieillard, est représenté sous les traits de l’acteur Jean Gabin.

## Publication

### Revues
L'histoire est parue dans le journal Spirou, du no 966 (18 octobre 1956) au no 989 (28 mars 1957).

### Album
Éditions Dupuis, n° 11, 1958

## Adaptation
Cet album a été adapté dans la série animée Lucky Luke, diffusée pour la première fois en 1991.

## Source bibliographique
- Dictionnaire Goscinny, sous la direction d'Aymar du Chatenet, Éd. JC Lattès, 2003,  (ISBN 2-7096-2313-7)